# Visby garnison
Visby garnison är en armégarnison inom svenska Försvarsmakten som verkade åren 1897–2006 och återigen från 2018. Garnisonens historia sträcker sig dock tillbaka till när Gotlands nationalbeväring bildades 1811.

## Historia

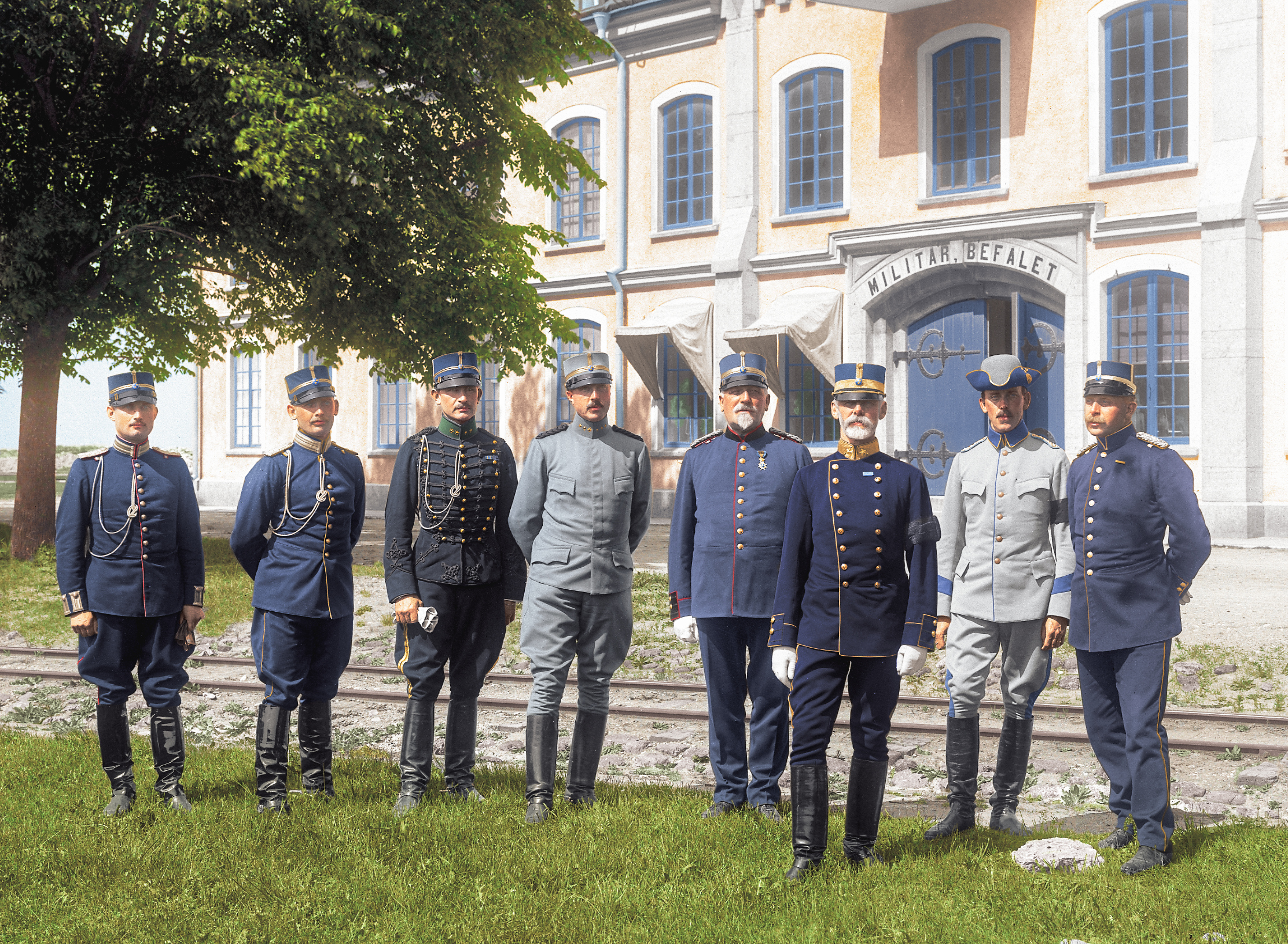
Militära befäl på Gotland cirka 1910

Garnisonens historia kan sägas sträckas tillbaka till 1897 då Gotlands infanteriregemente blev förlagt i nybyggda kaserner på Visborgs slätt i Visby. Under lång tid saknade Gotland militär garnison, men efter den ryska erövringen av Gotland 1809 utan att möta militärt motstånd inrättades Gotlands nationalbeväring och Gotland fick en egen militärbefälhavare. Enligt Kungligt beslut inrättades 17 december 1886 Gotlands infanteriregemente (I 27, senare I 18) och Gotlands artillerikår (A 4, från 1893 A 7)  När garnisonen var som störst innehöll den förband som A 7, KA 3, Lv 2 och P 18 samt militärområdesstab. Flygvapnet och Marinen var representerade genom olika detachement, bland annat F 13 G. Genom att garnisonen ej har någon kontakt med fastlandet, har det i regel kunnat märkas på att garnisonens förband ej tillförts ny material i samma takt som förbanden på fastlandet. Garnisonens har fram till och med år 2000 endast gynnats av 1900-talet försvarsbeslut, genom att man blivit tillförda nya förband. Men genom försvarsbeslutet 2000 avvecklades alla förband utom P 18. Även om P 18 kom att ingå i försvarsmakten fram till 2005, så upphörde den tidigare stridsvagnsutbildningen vid regementet och kom endast att utbilda mekaniserat infanteri.
Genom försvarsbeslutet 2015 beslutade riksdagen att militärtrupp åter skulle etableras på Gotland. Skaraborgs regemente (P 4) fick i uppdrag att sätta upp ett detachement på Gotland, vilket skulle verka från Gotland den 1 januari 2018. Detachementet skulle verka från ett nyuppfört kasernområde på Tofta skjutfält. Måndag den 5 september 2016 inledde Försvarsmaktens operativa reserv, tillsammans med delar av Andra amfibiebataljonen och Luftvärnsregementet, en beredskapskontroll på Gotland. Beredskapskontrollen var planerad att pågå i en vecka. Klockan 07.00 den 14 september 2016 meddelade Försvarsmakten att man beslutat att gruppera förband permanent på Gotland vilket medförde att Försvarsmakten lät den operativa reserven kvarstå på Gotland, i väntan på att 18. stridsgruppen skulle etableras på Gotland. Datumet tidigarelades till den 1 juli 2017.

## Roma
Roma klosters kungsgård. Landshövding Johan Didrik Grönhagen uppförde 1732 en herrgårdsanläggning i kalksten bestående av en huvudbyggnad uppförd i två våningar samt ett par envånings flygelbyggnader. Materialet som byggnaderna uppfördes med hämtades från de intilliggande klostret, vilket framgår av de gotiska portalerna på flygelbyggnaderna. Fram tom 1822 tjänade anläggningen som bostad till Gotlands landshövdingar då man uppförde nytt resident inne i staden. 1937 togs anläggningen i bruk av militära ändamål i form av expeditioner, mässar och förläggningen till det krigsflygfält som anlades i närheten 1940. Fältet lades ned 1956 och fram tom 1997 användes anläggningen som sjukhusmaterialförråd.
Militär användning
- Krigsflygfält 1937–1956
- Sjukhusmaterielförråd 1956–1997

## Visby

### Södertorg
I början av 1700-talet tog artillerikåren på Gotland i anspråk ett område intill ringmuren som fick benämningen artillerigården. Området användes av artillerikåren och senare artilleribataljonen fram till dess upplösning 1792 då den arrenderades ut. 1809 togs tyggården åter i bruk av det gotländska lantvärnsartilleriet och sedan av artillerikåren inom Gotlands nationalbeväring från 1811 fram till och med 1892 och dess matsal fram till och med 1909, då man överfördes till det nybyggda området vid Östra Hansegatan.
Militär användning
- Kronans artillerigård (Gotlands artillerikår/Gotlands artilleribataljon), 1726–1792
- Gotländska lantvärnsbatteriet 1809-1810
- Gotlands nationalbevärings artilleribeväring, 1811–1861
- Gotlands nationalbevärings artillerikår, 1861–1887
- Gotlands artillerikår, 1887–1892

### Kung Magnus väg 1

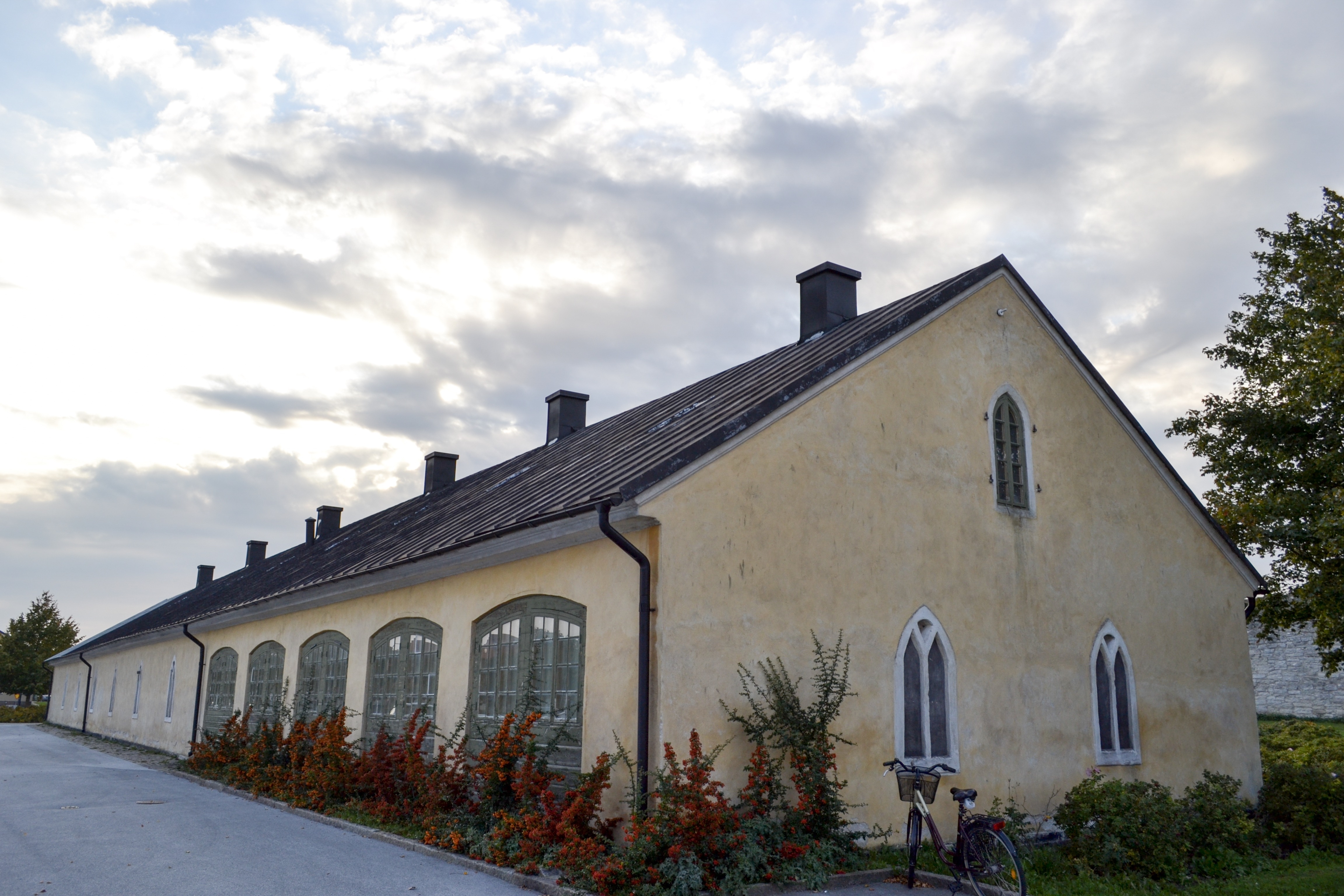
Kajsarportsförrådet, 2011.

Kajsarportsförrådet uppfördes 1836 efter ritningar från 1833 och fungerade fram 1929 som tyghus och ersatte då ett äldre tyghus på Artillerigården. Mellan tiden 1929 och 1940 var byggnaden garage och motorverkstad och därefter 1940–1982 militärförförråd för A 7, därav namnet.
Byggnaden inköptes 1993 av staten och disponeras sedan 1988 av Gotlands fornsal. Delar av vindsvåningen inreddes 1987–1988 för museiändamål efter ritningar av Jan Utas. Resterande delar av vindsvåningen inreddes i två etapper 1991 och 1994. Byggnaden är sedan 1935 byggnadsminne.
Militär användning
- Tyghus, 1836–1928
- Garage och motorverkstad, 1928–1940
- Förråd för Gotlands artilleriregemente, 1941–1982

### Sankt Hansgatan 21
Den värvade delen av Gotlands artillerikår hade sedan gammalt mot kontant ersättning själva ordnat sin inkvartering i Visby. De hade dålig lön och inkvarterades ofta under mycket enkla förhållanden. I många fall inkvarterades de hos socialt utslagna i staden. För att lösa problemet inköptes Ehingska huset vid Sankt Hansgatan att fungera som kasern. Byggnaden var dock nedgången och måste först renoveras och först och fram till i november 1839 inkvarterades soldaterna i provisoriska lokaler i ett annex till dåvarande Visby läroverk vid Strandgatan. Byggnaden var bostad för 44 man jämte befäl. Någon större reparation av huset genomfördes inte av byggnaden under de 50 år som den fungerade som kasern och byggnaden var på 1880-talet ganska nedgången. I juni 1889 kunde soldaterna lämna kasernen för de färdigställda kasernerna vid Hamnplan 1.

### Hamnplan 1

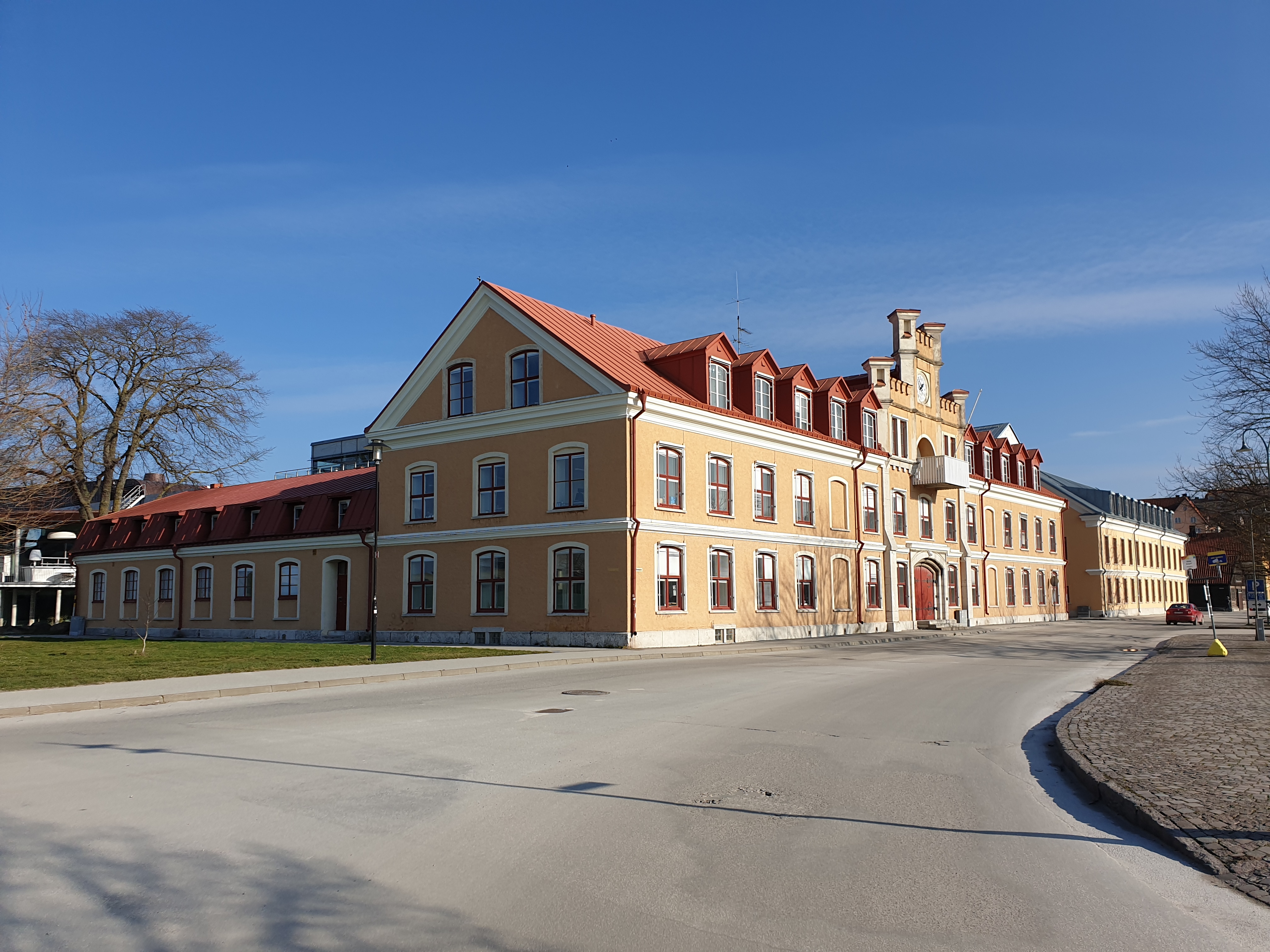
Kasernen vid Hamnplan 1, numera en del av Campus Gotland.

Kasern År 1876 uppförde Visby Mekaniska Verkstad en byggnad på Hamnplan. Dess verksamhet upphörde 1884 och byggnaden övertogs 1887 av staten, som byggde om den till en kasern samt uppförde persedelförråd och stallar. Under 1970-talet byggdes anläggningen åter om, då man anpassade den till Högskolan på Gotland. 
Militär användning
- Gotlands artillerikår 1888–1909
- Militärbefälhavarens stab 1888–1903, 1909–1928

### Östra Hansegatan 28

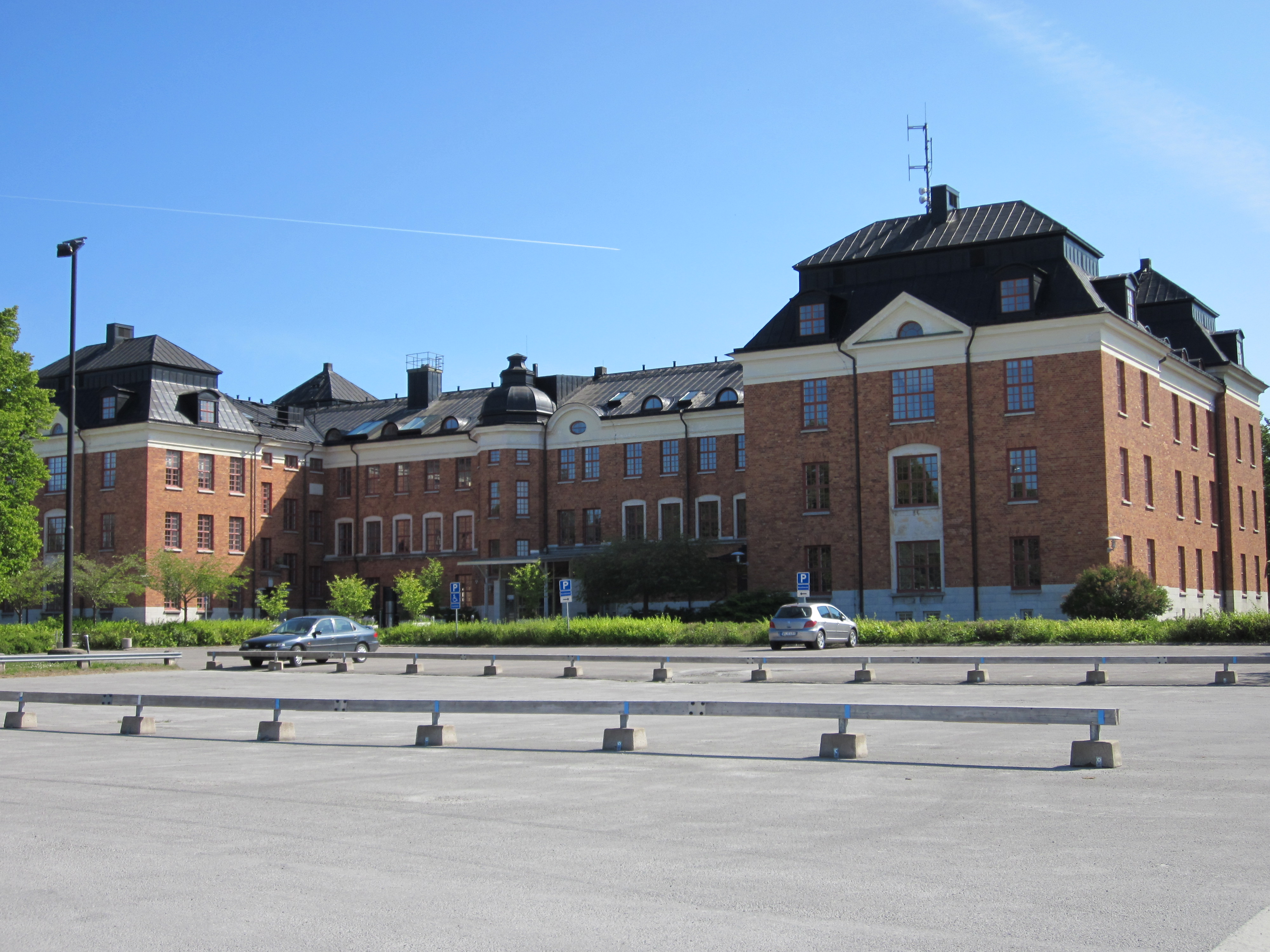
Kanslihuset och Kasern I vid kasernetablissementet vid Östra Hansegatan.

År 1811 uppfördes ett krutmagasin och 1836 ett projektilförråd till ersättning för det äldre krutförråd som tidigare sedan 1711 funnits i Kruttornet på Hospitalsbetningen öster om gamla kyrkogården. Kruttornet kom dock att kvarstå i Kronans ägo ända till 1899 och fungera som förråd ännu en tid.
Från 1903 uppfördes i samma område ett etablissemang för artilleriet på Gotland efter särskilda anslag. De skiljer sig från Arméförvaltningens övriga etablissemang i Sverige vilka uppfördes efter 1901 års härordnings byggnadsprogram. Totalt uppfördes ett 30-tal byggnader och tillfördes en ny kasern 1945, då luftvärnet förlade ett detachement till Gotland. År 1978 flyttade Lv 2:s grundutbildning till Visborgs slätt och följdes av staben 1983. År 1986 flyttade även A 7 ut från området för att förläggas till Visborgs slätt. Gotlands kommun övertog anläggningen 1988 och flyttade in viss egen verksamhet där. Till förbanden som var förlagda inom anläggningen hörde två skjutfält, Martebo myr och Tofta.
Militär användning
- A 7 – Gotlands artillerikår, 1909–1975
- A 7 – Gotlands artilleriregemente, 1975–1986
- Lv 3 G – Stockholms luftvärnsregementes detachement på Gotland, 1945–1952
- Lv 2 G – Östgöta luftvärnsregementes detachement på Gotland, 1952–1963
- Lv 2 – Gotlands luftvärnsdivision, 1963–1968
- Lv 2 – Gotlands luftvärnsbataljon, 1968–1978 (stab fram till och med 1983)

## Visborgs slätt

### Visborgs slätt

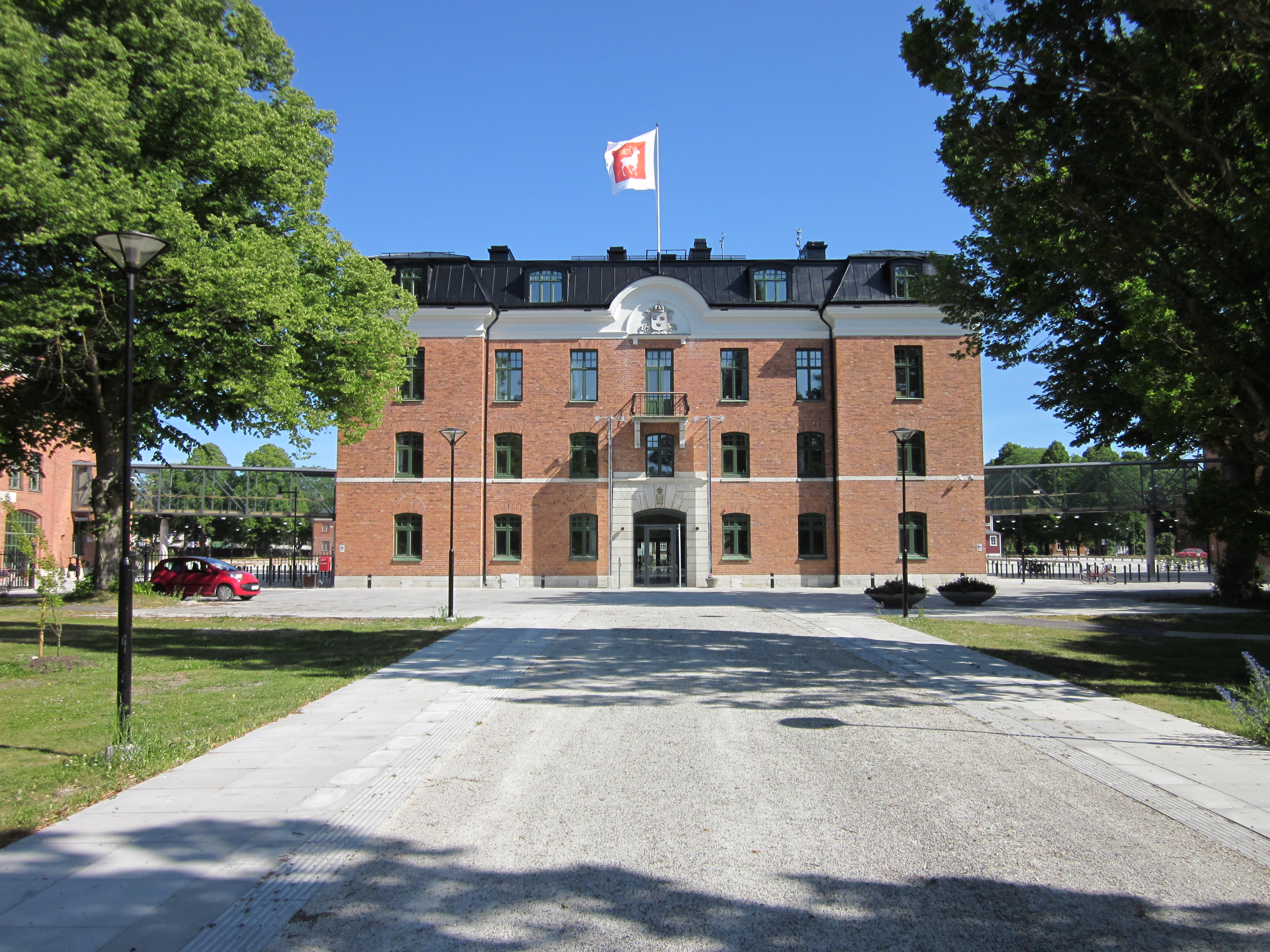
Kanslihuset vid kasernetablissement på Visborgs slätt.

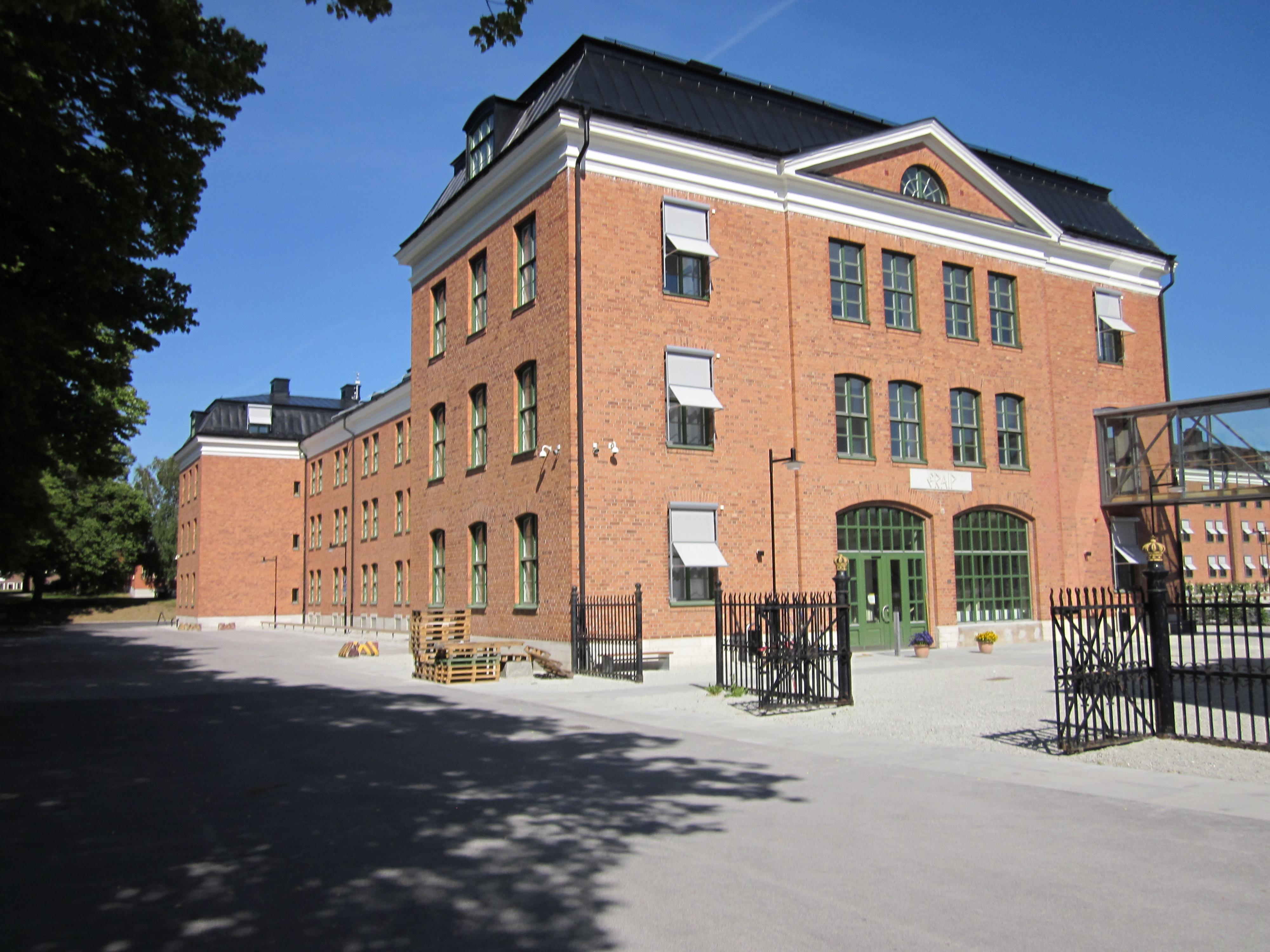
Kasern II "Graip" vid kasernetablissement på Visborgs slätt.

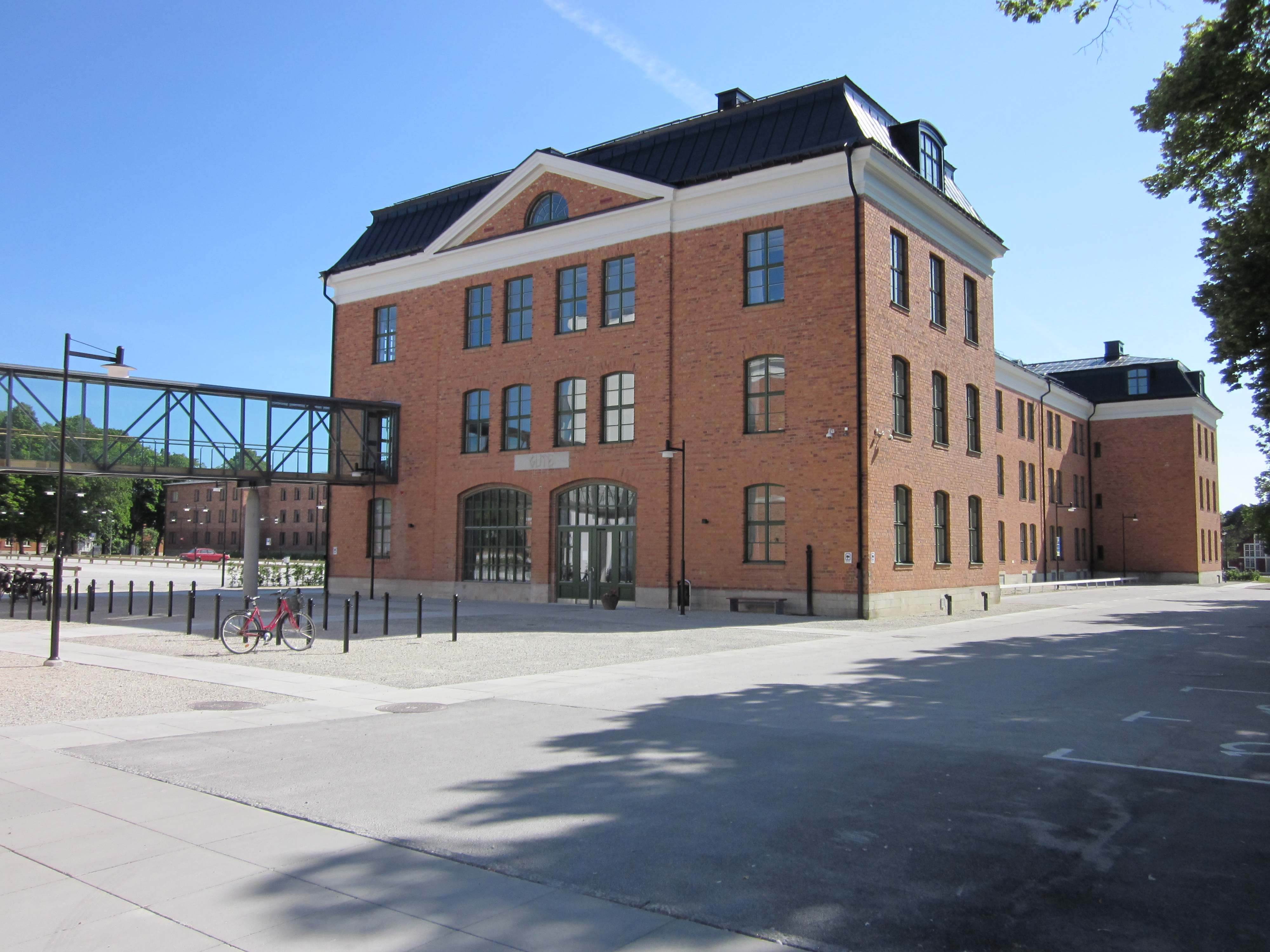
Kasern III "Gute" vid kasernetablissement på Visborgs slätt.

År 1905 uppfördes kasernområdet vid Viborgs slätt efter 1901 års härordnings byggnadsprogram efter Fortifikationens typritningar för infanterietablissemang. Genom att anläggningen uppfördes i anslutning till den gamla lägerplatsen kom många av dess byggnader att ingå i det nya etablissemanget. Totalt uppfördes ett 100-tal byggnader. 
Militär användning
- I 27 – Gotlands infanteriregemente, 1887–1927
- I 18 – Gotlands infanterikår, 1928–1937
- I 18 – Gotlands infanteriregemente, 1937–1963
- MKG – Gotlands militärkommando, 1942–2000
- ByG – Gotlands militärområdes byggnadskontor, 1966–1979/80
- IFG – Gotlands militärkommandos intendenturförvaltning, 1966–1981
- TFG – Gotlands militärkommandos tygförvaltning, 1966–1982
- VFG – Gotlands militärkommandos verkstadsförvaltning, 1966–1982
- P 18 – Gotlands regemente, 1963–2004
- A 7 – Gotlands artilleriregemente, 1986–2000
- Lv 2 – Gotlands luftvärnsbataljon, 1978–1994 (från och med 1983 även stab)
- Lv 2 – Gotlands luftvärnskår, 1994–2000
- MDG – Gotlands militärdistrikt, 2000–2004

### Langs väg 2
År 1925 uppförde Soldatmissionssällskapet ett soldathem. Soldathemmet var i drift fram till slutet av 1970-talet då man rev byggnaden. År 1975 uppfördes ett nytt soldathem på Langs väg 2. Byggnaden har samma likheter med övriga byggnader på Viborgs slätt genom att den är byggd av fasadtegel. Verksamheten upphörde december 2001 och soldathemmet flyttade in i Försvarsmaktens lokaler.

## Tofta
Tofta skjutfält uppfördes efter att Kronan (staten) fick tillträde till marken 1898. Till en början uppfördes ett 40-tal byggnader vid lägerplatsen Blåhäll, som även kom att fungera som interneringsläger mellan åren 1915–1917. Lägret rev (brändes ner) 1984. Gotlands artillerikår hade sin premier skjutning 1898 och följdes av Gotlands infanteriregemente 1900. År 1944 tillfördes Gotland ett detachement ur Göta pansarlivgarde vilket blev förlagda till Tofta. 
Militäranvändning
- A 7 – Gotlands artilleriregemente, 1898–2000
- I 27 – Gotlands infanteriregemente, 1900–1927
- I 18 – Gotlands infanterikår/regemente  1927–1963
- P 1 G – Göta pansarlivgardes kompani på Gotland, 1944–1963
- P 18 – Gotlands regemente 1963–2004
- 18. SG – Stridsgrupp Gotland, 2017–2020
- P 18 – Gotlands regemente, 2018–

## Tingstäde
Intendenturförrådet. År 1903 uppfördes ett intendenturförråd i Tingstäde, området fick ett tiotal byggnader. Anläggningen har genom åren fungerat som intendentur-, tyg- och apoteksförråd.
Militär användning
- Förplägnadsmagasin i Tingstäde 1903–1943
- Arméns centralförråd i Tingstäde 1943–1949
- Arméns intendenturförråd i Tingstäde 1949–1966
- Militärområdets intendenturförråd i Tingstäde 1966–1982
- Materiel- och sjukvårdsförråd i Tingstäde 1982–2005

Tingstäde fästning byggdes åren 1904–1914 och Tingstäde läger uppfördes under 1910-talet med hjälp av några byggnader från lägret vid Visborgs slätt, men även av nybyggnation. Idag disponeras vissa delar av Hemvärnet.

## Fårösund

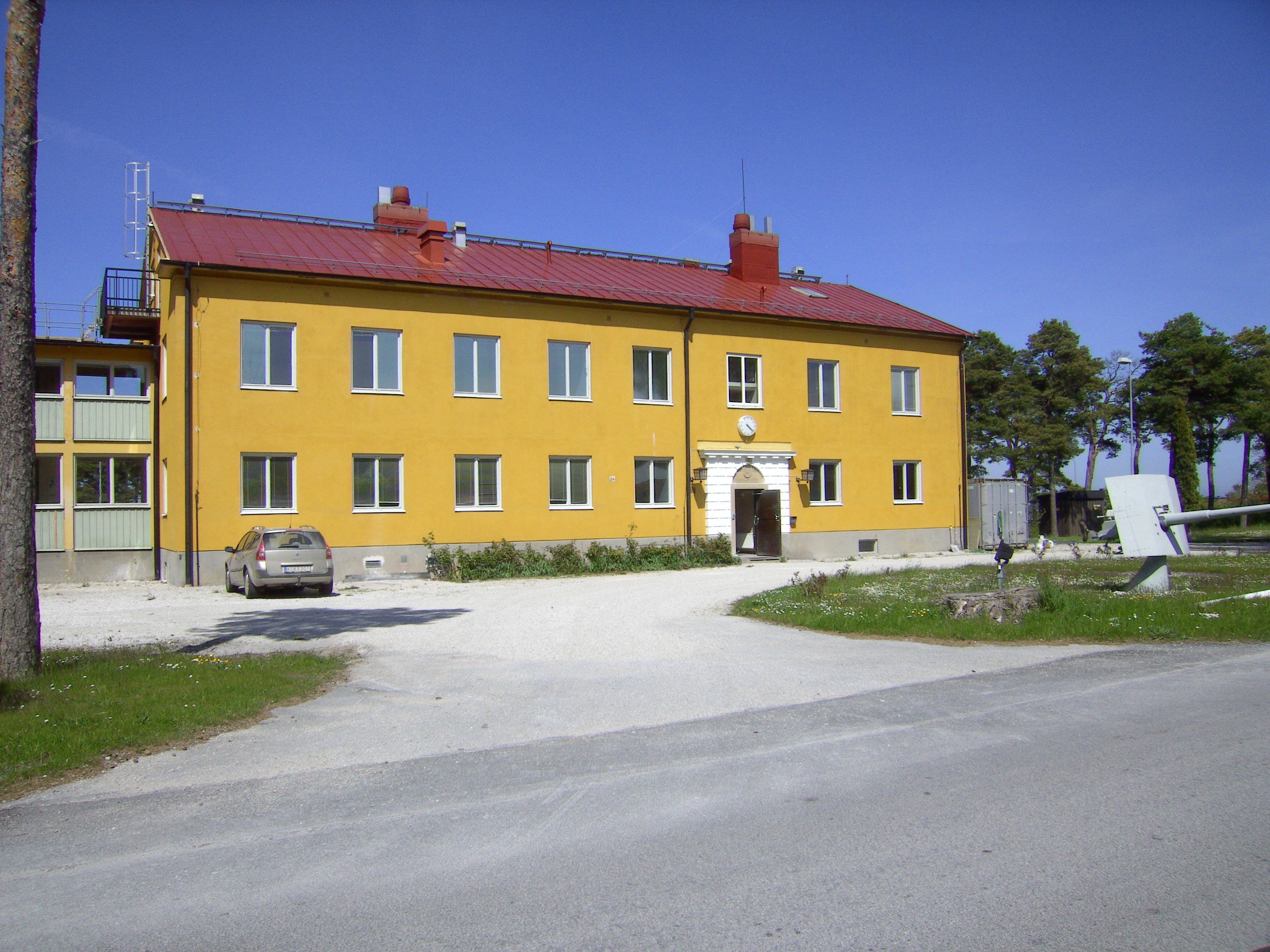
Kanslihuset vid kasernetablissement i Fårösund.

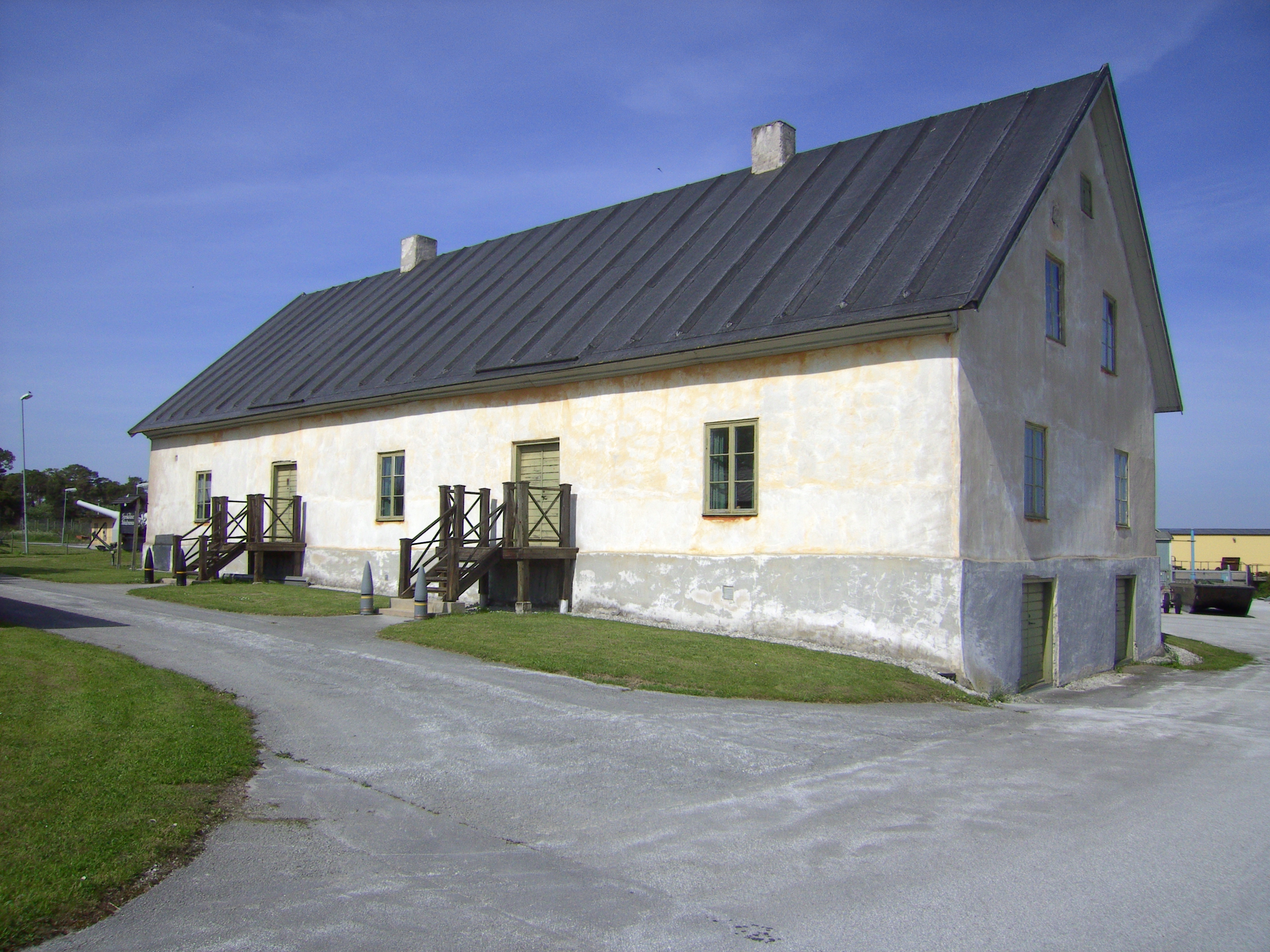
Franska kasernen i Fårösund.

### Kustartilleridetachement
År 1905 förlades Fårösunds kustartilleridetachement till Fårösund vilka det samtidigt uppfördes etablissemang för. Etablissemanget ingick ej 1901 års härordnings byggnadsprogram och byggdes ej efter dess typritningar. Totalt uppfördes till en början ett 10-tal byggnader. Mellan 1919 och 1926 hyrde Fångvårdsstyrelsen anläggningen, men kom aldrig att använda den för fångar. År 1926 förlade Flygvapnet viss verksamhet till området vilket gjorde att man uppförde ytterligare byggnader samt en hangar. År 1997 brann kasernen ner och området revs 1998 och idag finns endast hangaren kvar. 
Militär användning
- Fårösunds kustartilleridetachement 1905–1919
- Fängelse 1919–1926
- Flygstyrelsen 1926–1938
- KA 3 – Gotlands kustartillerikår 1938–1976
- KA 3 – Gotlands kustartilleriregemente 1976–1996

### Kronhagsgatan
År 1939 omlokaliserades KA 3 till nya kaserner på Kronhagsgatan i Fårösund. Området uppfördes efter 1940 års militära byggnadsutrednings typritningar och omfattade ett 80-tal byggnader. På området fanns sen tidigare en kasern från 1850-talet, kallad Franska kasern, i vilken KA 3 inrättade ett förbandsmuseum år 1988. Genom att KA 3 avvecklades år 2000 efter försvarsbeslutet 2000, överfördes byggnaderna till Vasallen.
Militär användning
- KA 3 – Gotlands kustartillerikår, 1938–1976
- KA 3 – Gotlands kustartilleriregemente, 1976–2000

## Militärbefälhavare
Efter att Lennars Reuterskiölds frånträde som militärbefälhavare kom posten som militärbefälhavare och landshövding att vara förenade fram till 1873, därefter skiljdes de båda befattningarna åt.

- 1810–1811: Olof Rudolf Cederström
- 1811–1812: Lennart Reuterskiöld
- 1812–1817: Carl Fredric Aschling
- 1817–1831: Jacob Cederström
- 1831–1849: Michael Silvius von Hohenhausen
- 1849–1858: Gustaf Jacob af Dalström
- 1858–1862: Gillis Bildt
- 1862–1873: Henrik Gyllenram
- 1873–1884: Ernst von Vegesack
- 1884–1895: Herman von Hohenhausen
- 1895–1908: Gustaf Björlin
- 1908–1912: Oscar Silverstolpe
- 1912–1916: Erik Bergström
- 1917–1922: Axel Carleson
- 1922–1927: Tell Schmidt
- 1927–1931: Olof Thörnell
- 1931–1942: Gösta Törngren
- 1942–1948: Samuel Åkerhjelm
- 1948–1955: Ivar Backlund
- 1955–1955: Thord Bonde
- 1955–1957: Hilding Kring
- 1957–1959: Regner Leuhusen
- 1959–1963: Fale Burman
- 1963–1968: Karl-Gustaf Brandberg
- 1968–1971: Fredrik Löwenhielm
- 1971–1980: Kjell Nordström
- 1980–1983: Bengt Tamfeldt
- 1983–1988: Lars-Erik Wahlgren
- 1988–1994: Sven Å Jansson
- 1994–2000: Göran De Geer